# Mongol clássico
O mongol clássico é uma língua mongólica extinta usada anteriormente na Mongólia, China e Rússia. Era um idioma escrito e padronizado, utilizado em diversos textos, como a tradução do Kanjur e do Tanjur, e diversas crônicas, durante o período entre 1700 e 1900. O termo é usado ocasionalmente para se referir a quaisquer documentos linguísticos na escrita mongol, mesmo àqueles que não são nem pré-clássicos nem mongol moderno.